# Báthory Anna (1594–1636)
Somlyói Báthory Anna (1594–1636?) erdélyi főnemes hölgy, Báthory Gábor erdélyi fejedelemnek a húga, a Báthori-család somlyói ágának a sarja.

### Élete
1594-ben született, somlyói Báthory István, Kraszna vármegyei főispán és pelsőczi Bebek Zsuzsanna gyermekeként. A szüleinek a korai halála után, a testvéreivel együtt, a rokona, ecsedi Báthori István országbíró gyámsága alá került (1601), aki örökbe fogadta az árván maradt gyermekeket, azzal a feltétellel, hogy a református hitre áttérnek. A gyámapja azonban már négy évvel később, 1605-ben meghalt, és hatalmas vagyont hagyott a Báthory-árvákra. Anna bátyja, Gábor, Bocskai István erdélyi fejedelem kassai udvarába került, mint a fejedelmi trón várományosa, és 1608-ban Erdély fejedelme is lett.
Anna 1608. november 11-én, Kolozsvárott, házasságot kötött losonczi Bánffy Dénessel. Hamar megözvegyült (1612), és – feltehetően már a következő évben – Jósika Zsigmond felesége lett.
Anna bátyja nem sokáig állt Erdély élén: 1613. május 1-jén I. Ahmed szultán Báthory Gábor trónfosztásáról és Bethlen Gábor fejedelemsége mellett döntött, a Porta nem tűrhette el azt, hogy az Oszmán Birodalom vazallus államának, az Erdélyi Fejedelemség élén, olyan uralkodó álljon, aki II. Mátyás királlyal megállapodva, a Habsburgok felé fordult. A török, tatár és havasalföldi csapatokkal Erdélybe visszatérő Bethlent, az erdélyi országgyűlés fejedelemmé is választotta, míg Báthoryt a vele szembe fordult hajdúk meggyilkolták (Várad, 1613. október 27.).
Az erdélyi országgyűlés már 1614  elején arról határozott, hogy Báthory Anna és a néhai Báthory Gábor szeretőinek tartott Imreffi Jánosné Iffju Kata és Dengeleghy Mihályné Enyingi Török Kata ellen "paráznaság" és "bűbájosság miatt" eljárást kell indítani, ez volt az 1614. évi boszorkányper. A perben Báthory Annát nem ítélték el.
1618-ban új eljárás indult Báthory Anna ellen, börtönbe is vetették. Erről, a második boszorkánypernek nevezett ügyről, semmilyen irat (például kihallgatási jegyzőkönyv) nem maradt fenn. Fennmaradtak azonban Bethlen levelei, amelyekből a következők derülnek ki: Bethlen Báthory Annát a tőle külön élő férje, Jósika Zsigmond kérésére vetette fogságba; azonban Jósika – Erdélyből emigrálva – ekkor a Királyi Magyarországon, Bethlen politikai ellenfelének, Pázmány Péter esztergomi érseknek az udvarában élt. A vád Báthory Anna ellen, ismét a "bűbájosság", továbbá a "házasságtörés" volt. Az utóbbi azon a híresztelésen alapult, amely szerint, Báthory Anna kapcsolatot létesített Horváth Istvánnal, aki a birtokain jószágigazgató volt.
Az erdélyi boszorkánypereket kutató Nagy László történész szerint – aki a Báthory Anna elleni pereket koncepciós eljárásoknak tartja –, Anna elfogásának valójában egyéb, konkrétan két oka volt. Az egyik: Bethlent a Portához küldött követe arról tájékoztatta, mivel Bethlen – a fejedelmi trónra kerülése kapcsán tett ígérete ellenére – még nem adta át a törököknek Jenő várát, egyes portai vezetők a letételéről gondolkodnak; és Báthory Andrást – Anna féltestvérét – kívánják Erdély fejedelmévé tenni. Báthory András azonban ekkor Lengyelországban tartózkodott, ezért őt Bethlen nem tudta elfogatni, de Annának "fertelmes bűnök" elkövetésével való megvádolása; nagymértékben csökkentette Báthory András presztízsét, és így az esélyét a fejedelmi trón megszerzésére. A másik: Rhédey Ferenc váradi kapitány, Bethlen sógora, szemet vetett Báthory Anna nagykereki uradalmára, és – Bethlen megbízásából – Péchi Simon kancellár igyekezett is Annát rávenni az uradalom tulajdonának az átengedésére, arra hivatkozva, hogy ezzel Anna a "hazájának tartozik".
A viszonylag rövid börtönélet megviselhette Báthory Annát, ugyanis lemondott a nagykereki uradalomról, sőt, még egyes kincseiről, illetve más, személyes vagyontárgyairól, továbbá – mivel a Porta ejtette Báthory András fejedelemségét – Annát nem ítélték el, Bethlen kegyelmet gyakorolt, és 1619 elején Annát szabadon is engedték.
Anna életében rövid, békés időszak következett be, amit a tasnádi birtokán töltött el; egyetlen gyermeke, a második házasságából született Jósika Gábor ekkor már nem volt vele. Anna ugyanis megérezte az 1618 táján felette gyülekező "viharfelhőket", és ezért – már az elfogatása előtt – a fiát Esterházy Miklósnak, a leendő nádornak, és első feleségének, Dersffy Orsolyának a munkácsi udvartartásába adta; valószínűleg korábbi ismeretség alapján, Anna bizalommal volt Esterházy és felesége iránt.
1621-ben azonban újra eljárás indult Báthory Anna ellen, ez volt a harmadik boszorkányper. Korábban a történészek azt feltételezték, hogy a "bűbájos" (azaz boszorkány) Annát, Bethlennek az Annára féltékenynek tartott, ekkor már súlyosan beteg első feleségének, Károlyi Zsuzsannának a parancsára fogták el, és vetették börtönbe. Nagy László ezt vitatja. Az ő álláspontja szerint, Bethlen korabeli, fennmaradt levelei alapján, az állapítható meg, hogy a fejedelem kezdeményezte ezt az eljárást is Anna ellen. Hivatalosan ismét a "paráznaság", a "boszorkányság" (sőt, a "boszorkánymesterrel" való "latorkodás") volt a vád, ami kibővült a "gyermekének megölése" vádjával. Ez utóbbi abszurd volta nyilvánvaló, hiszen Anna fia, Jósika Gábor, Esterházy Miklós udvarában nevelkedett, és nincs olyan adat, hogy Annának más gyermeke is született volna. Annát, a szolgálóját, illetve a "boszorkánymesternek" tartott férfit, kegyetlenül megkínozták, az utóbbi – a tortúra hatására – mindent be is ismert.
Nagy László szerint, azonban az eljárás megindításának a valós okai, megegyeztek az 1618-as eljárás okaival: Az oszmánok el akarták kerülni azt, hogy a harmincéves háború aktív résztvevőjévé vált Bethlen oldalán, az ő védelmében, esetleg, szembe kerüljenek a Habsburgokkal, valamint szövetségeseikkel; és ezért a Portán ismét felmerült Báthory András fejedelemjelöltsége; aminek az esélyeit rombolja a féltestvére elleni, súlyos vádakon alapuló eljárás. Továbbá, Bethlen meg kívánta szerezni, a Báthory-tulajdont képező Tasnádot, és Ecsed várát; amit egyébként a háborúba való belépéskor, 1619-ben, Bethlen csapatai már megszálltak, de jogilag – nyilvánvalóan – még nem lett a Bethlen-család tulajdona.
Bíróság most sem marasztalta el Báthory Annát, sőt, a bíróság felfüggesztette az eljárást, törvénytelennek tartva a főnemes Annának a bebörtönzését, amit Bethlen tudomásul vett, ugyanis a börtönben megtört Anna – hogy megmeneküljön a halálos ítélettől –, lemondott Ecsedről és Tasnádról, valamint Báthory András fejedelemjelöltsége, egyes portai vezetők részéről, ezúttal is csak felvetésnek bizonyult. Bethlen megkegyelmezett Annának, az életét meghagyta, de birtokait nem, és megengedte azt, hogy Anna a féltestvéréhez menjen, Lengyelországba.
Anna Erdélybe való visszatérésének az időpontja bizonytalan, Nagy László szerint erre csak 1631-ben, jóval Bethlen halála után került sor. Anna hiába kísérelte meg a vagyonának a visszaszerzését, nem járt sikerrel; sőt, 1634-ben ismét "paráznasággal", illetve "magzatelhajtással" vádolták meg, de ezúttal is ítélet nélkül szabadult. Az egyedülálló – a férje halálának a pontos időpontja nem ismert, de az biztos, hogy Jósika Zsigmond ekkor már nem élt – és vagyontalan Anna Erdélyt elhagyta, 1636-ban a fia nevelőapjának, Esterházy Miklósnak a fraknói udvarában lelt menedéket, és hamarosan, valószínűleg még 1636-ban, meghalt.
Báthory Annát a szépirodalomban is megörökítették: Makkai Sándor az Ördögszekér című regényében, Móricz Zsigmond az Erdély-trilógiában, Ugron Zsolna az Erdélyi menyegző és A nádor asszonyai című regényeiben.

## Emlékezete

### Szépirodalmi feldolgozások
- Makkai Sándor: Ördögszekér, Könyvmolyképző Kiadó, Szeged, 2008
- Móricz Zsigmond: Erdély – Trilógia, Osiris Kiadó, Budapest, 2002
- Ugron Zsolna: Erdélyi menyegző, Libri Kiadó, Budapest, 2013
- Ugron Zsolna: A nádor asszonyai, Libri Kiadó, Budapest, 2014

### Filmfeldolgozás
- Tündérkert – Kísértések kora (televíziós sorozat, 2023)